# Кунишева Світлана Дмитрівна

Світлана Дмитрівна Кунішева (до 1980 - Нікішина) (20 жовтня 1958 Челябінськ, РРФСР, СРСР) - радянська волейболістка, гравець збірної СРСР (1979-1981), олімпійська чемпіонка 1980, чемпіонка Європи 1979, 8-кратна чемпіонка СРСР. Єднальна. Заслужений майстер спорту СРСР (1980).

## Біографія
Почала займатися волейболом у Челябінську. Пізніше переїхала до Свердловська і поступила в школу-інтернат спортивного профілю. У 1977-1988 виступала за «Уралочка» (Свердловськ), в складі якої 8 разів ставала чемпіонкою СРСР і тричі переможцем розіграшів Кубка європейських чемпіонів. Після 1988 грала в клубах Іспанії і Фінляндії. У 2001-2002 гравець команди «Носта» (Новотроїцьк), в 2002-2003 - «Супутник» (Новосибірськ).
У збірній СРСР в офіційних змаганнях виступала в 1979-1981 роках. В її складі стала олімпійською чемпіонкою 1980, бронзовим призером Кубка світу 1981, чемпіонкою Європи 1979.
Випускниця Свердловського державного інституту народного господарства (нині - Уральський державний економічний університет).

## Досягнення

### Клубні
- 8-кратна чемпіонка СРСР - 1978-1982, 1986-1988;
- срібний (1977) і бронзовий (1984) призер чемпіонатів СРСР;
- дворазова володарка Кубка СРСР - 1986, 1987;
- триразовий переможець розіграшів Кубка європейських чемпіонів - 1981, 1982, 1987;
- срібний призер 1988;
- переможець розіграшу Кубка володарів кубків ЄКВ 1 986.

### Зі збірними
- Олімпійська чемпіонка 1980;
- бронзовий призер Кубка світу 1981;
- чемпіонка Європи 1979;
- срібний призер чемпіонату Європи 1981;
- чемпіонка Всесвітньої Універсіади 1979 складі студентської збірної СРСР;
- срібний призер Спартакіади народів СРСР 1979 складі збірної РРФСР.

## Нагороди та звання
- Заслужений майстер спорту СРСР (1980);
- Орден «Знак Пошани» (1980);
- Медаль «За трудову доблесть».

## Родина
- Чоловік - заслужений тренер Росії Валерій Кунишев.
- Дочка - волейболістка Тетяна Кунишева. Виступала за «Уралочка-НТМК», «Астану» (Казахстан), «Воронеж».